# Las dos huerfanitas
Las dos huerfanitas es una película dramática mexicana de 1950 dirigida por Roberto Rodríguez y protagonizada por Evita Muñoz "Chachita", María Eugenia Llamas, Freddy Fernández "El Pichi", Joaquín Cordero y Silvia Derbez. Es una versión de la película francesa Le due orfanelle de 1942. 

## Argumento
Es la tierna y dramática historia de una adolescente y una niña que huyen del orfanato. Elvira (Evita Muñoz "Chachita") va en busca de su mamá enferma y de quien no ha tenido noticias. Teresita (María Eugenia Llamas) sigue a su amiga. Solas en la gran ciudad pasan por varias penurias y peripecias hasta que un ladrónzuelo apodado “Avispa” (Freddy Fernández "El Pichi") las lleva con un bondadoso boxeador (Joaquín Cordero) que a pesar de su decadencia profesional, ayudan a las dos niñas a salir de apuros y encontrar su objetivo, el apodo de este boxeador es "Moretitos". La historia también toca el tema del enamoramiento entre él y una joven (Silvia Derbez) que atiende un restaurante en el barrio, además ella tiene a su madre enferma (María Gentil Arcos) y un hermano (Miguel Córcega) que les roba su dinero para solventar sus gastos en lujos.

## Reparto
- Evita Muñoz "Chachita" .... Elvira Pérez (huerfanita)
- María Eugenia Llamas .... Teresita (huerfanita)
- Joaquín Cordero .... Moretes (Boxeador y sparring; hermano del Avispa)
- Freddy Fernández "El Pichi" .... Avispa (billetero y papelerito; hermano del Moretes)
- Miguel Córcega .... Arturo (Hermano de la Mascotita)
- Miguel Manzano .... Don Alfonso (Promotor de boxeo)
- Nicolás Rodríguez .... Doctor
- María Gentil Arcos .... (Mamá de la Mascotita y de Arturo)
- Carmen Manzano .... Rosa Jiménez (Amiga de Natalia Pérez, la mamá de Elvira)
- Enriqueta Reza .... Doña Chonita (Casera)
- Jaime Jiménez Pons .... (Papelerito, amigo del Avispa)
- Enrique Cancino ....
- Lola Tinoco .... Directora del Orfanatorio Municipal
- Ricardo Camacho .... (Cliente del puesto “La Mascota”)
- Carmen Lomelí ....
- Silvia Derbez .... Mascotita (Dueña del puesto “La Mascota”)
- Domingo Soler .... Sr. Godínez (Tío de Teresita)
- Leonor Gómez .... Juana (Servicio doméstico, le da escobazos a dos perros)
- Manuel Vergara "Manver" .... (Cliente del puesto “La Mascota” que empeña sus guantes de box)
- Gerardo del Castillo .... (Cliente del puesto “La Mascota” que se lava las manos)
- Guillermo Bravo Sosa .... (Jugador de la lotería que cree ganarla)
- Abel Ascencio .... (Vendedor de merengues que juega volados con el Avispa)